# 梅爾科埃湖
梅爾科埃湖是俄羅斯的湖泊，由克拉斯諾達爾邊疆區負責管轄，位於諾里爾斯克以東約25公里，該湖28公里、寬11公里，面積241平方公里，湖岸線長度98公里，每年十至翌年七月結冰。